# 宿縁
「宿縁」（しゅくえん）は、ASIAN KUNG-FU GENERATIONの30枚目のシングルで、2023年2月8日にKi/oon Musicより発売された。

## 解説
前作「出町柳パラレルユニバース」以来5か月ぶりのシングルで、表題曲はTVアニメ『BORUTO-ボルト- -NARUTO NEXT GENERATIONS-』のオープニングテーマに決定している。
「NARUTO」シリーズ主題歌としては「遥か彼方」「それでは、また明日」「ブラッドサーキュレーター」に続いて4度目。「BORUTO」シリーズに携わるのは今回が初にして、同作のテレビアニメ第一部最後のオープニングテーマでもある。
2023年1月18日に「宿縁」の先行配信が開始した。
「ウェザーリポート」は後藤と喜多の共作で、喜多がメインボーカルを担当している。
「日坂ダウンヒル」は『サーフ ブンガク カマクラ』の続編として制作された。タイトルは江ノ電の鎌倉高校前駅の旧名が由来である。漫画「スラムダンク」の舞台であることから、歌詞の中に「ダンクシュート」や「諦めたらそこで試合は終了」など、作品のキーワードが登場する。2023年7月5日発売の11thアルバム『サーフ ブンガク カマクラ (完全版)』にも収録される。
初回限定盤に付属するBlu-rayには、2022年7月23日に日比谷野外大音楽堂にて行われたワンマンツアー"プラネットフォークス"の模様が収録されている。

## 収録曲
| #         | タイトル             | 作詞      | 作曲               | 時間 |
| --------- | -------------------- | --------- | ------------------ | ---- |
| 1.        | 「宿縁」             |           | 後藤正文           | 3:33 |
| 2.        | 「ウェザーリポート」 |           | 後藤正文, 喜多建介 | 3:11 |
| 3.        | 「日坂ダウンヒル」   |           | 後藤正文           | 3:59 |
| 合計時間: | 合計時間:            | 合計時間: | 10:43              |      |

| #  | タイトル               | 作詞 | 作曲・編曲 |
| -- | ---------------------- | ---- | ---------- |
| 1. | 「De Arriba」          |      |            |
| 2. | 「センスレス」         |      |            |
| 3. | 「トラベログ」         |      |            |
| 4. | 「ローリングストーン」 |      |            |
| 5. | 「スローダウン」       |      |            |
| 6. | 「ソラニン」           |      |            |
| 7. | 「解放区」             |      |            |
| 8. | 「再見」               |      |            |
| 9. | 「Be Alright」         |      |            |